# Johann Nepomuk von Welsperg
Johann Nepomuk Graf von Welsperg zu Primör (* 16. Februar 1765 in Primör; † 29. Februar 1840 in Bozen) war ein Tiroler Adliger und Staatsbeamter. Er war u. a. Generalkommissar und Landeshauptmannschaftsverwalter an der Etsch.

## Leben
Er stammte sowohl väterlicherseits wie auch mütterlicherseits aus dem Tiroler Uradelsgeschlecht Welsperg. Seine Eltern waren Johann Marquard Graf von Welsperg und Aloisia geb. Gräfin von Welsperg.
Seine Schul- und Studienzeit verbrachte er im Theresianum zu Innsbruck und 1783 im Benediktinerstift Kremsmünster in Oberösterreich. 1788 wurde er Regierungskonzipist in Linz und 1791 Landeshauptmannschafts-Sekretär in Klagenfurt. 1794 wechselte er als Präsidialsekretär ins Gubernium nach Innsbruck. Auf Vorschlag des damaligen Landeshauptmanns Paris Graf von Wolkenstein erhielt er am 11. März 1796 das Amt des Landeshauptmannschaftsverwalter an der Etsch. 1797 erwarb er sich Verdienste bei der Aufstellung des Landsturms. Er blieb auch nach Einmarsch bayerischer Truppen auf seinen Posten.
Im Dezember 1810 berief ihn der bayerische König Maximilian I. für ein Jahr in seinen Geheimen Rat, welches Amt er mit Unterbrechung bis 1814 mehrmals ausübte. Seit dem 1. Juni 1814 fungierte er als Generalkommissar des Innkreises. Der Kollaboration beschuldigt, legte er seine Ämter nieder. Am 15. April 1816 übernahm er eine Anstellung als Präsident des Ziviltribunals erster Instanz in Venedig. Kaiser Franz I. ernannte ihn am 2. Februar 1826 zum Vize-Präsidenten des Guberniums in Laibach. Auf eigenen Wunsch wurde er am 19. Mai 1828 mit der Würde eines Geheimrates in den Ruhestand versetzt.
Seine Pension verbrachte er im Winter in Bozen und im Sommer auf seinen Gütern bei Fonzaso, wo er das Eisenbergwerk in Stand setzte und nach einem Cholera-Ausbruch eine Summe von 4000 fl. zur Gründung eines neuen Spitals bereitstellte. Johann Nepomuk von Welsperg starb 1840 nach längerer Krankheit in Bozen. Die Güter in Fonzaso bei Feltre vererbte er an seinen Neffen Marquard Graf von Sarnthein. Er war mit Anna Gräfin von Taxis und mit Karoline Gräfin von Wolkenstein-Trostburg, der Witwe des letzten Freiherrn von Colonna-Völs verheiratet. Beide Ehen blieben kinderlos.